# Yuanjiangite
La yuanjiangite è un minerale composto da oro e stagno, appartenente al gruppo della niccolite, descritto nel 1994 in base ad una scoperta avvenuta nel fondo sabbioso del fiume Yuanjiang, nei pressi della città di Yuanlin, provincia dello Hunan in Cina. Il nome deriva dal luogo della scoperta. Si scioglie rapidamente nell'acqua regia e lentamente nell'acido cloridrico e nell'acido nitrico.

## Morfologia
La yuanjiangite si rinviene in noduli pseudobotroidali grandi fino a 2 mm composti da granuli di dimensioni inferiori a 5 µm. Raramente si possono trovare prismi esagonali, poco più grandi di 5 µm, accresciuti in una drusa.

## Origine e giacitura
La yuanjiangite si è formata per sostituzione dell'oro nelle pepite presenti nell'alveo fluviale che insiste su sedimenti glacio-fluviali della metà del pleistocene.